# Мария Александра Баденская
Принцесса Мария Александра Баденская (Мария Александра Тира Виктория Луиза Кэрола Хильда; 1 августа 1902 — 29 января 1944) — гессенская принцесса.

## Биография
Мария Александра была единственной дочерью принца Максимилиана Баденского (1867—1929) и Марии Луизы Ганноверской (1879—1948). По линии отца её дедом был принц Вильгельм Баденский (1829—1897), а бабкой — Мария Лейхтенбергская (1841—1914), дочь Максимилиана Лейхтенбергского (1817—1852) и великой княгини Марии Николаевны (1819—1876).
Её мать, Мария Луиза Ганноверская, была дочерью Эрнста Августа II Ганноверского (1845—1923), претендента на трон Ганновера.
17 сентября 1924 года она вышла замуж за принца Вольфганга Гессенского (1896—1989). Детей в браке не было.
29 января 1944 года Мария Баденская погибла во время американской бомбардировки Франкфурта-на-Майне. Она и семь других женщин, которые были медсёстрами, погибли, когда подвал, в котором они прятались, рухнул под тяжестью здания. Тело Марии Александры едва можно было опознать.